# محمد ساليسو
محمد ساليسو (بالإنجليزية: Mohammed Salisu) (مواليد 17 أبريل 1999) هو لاعب كرة قدم غاني يلعب في نادي ساوثهامبتون في مركز الوسط المدافع.

## روابط خارجية
- محمد ساليسو على موقع الاتحاد الأوربي (الإنجليزية)
- محمد ساليسو على موقع قاعدة بيانات كرة القدم.إي يو (الإنجليزية)
- محمد ساليسو على موقع ليكيب (الفرنسية)
- محمد ساليسو على موقع ناشيونال فوتبول تيمز (الإنجليزية)
- محمد ساليسو على موقع Soccerbase.com (لاعب) (الإنجليزية)
- محمد ساليسو على موقع Soccerway.com (الإنجليزية)
- محمد ساليسو على موقع عالم كرة القدم.نت (الإنجليزية)